# KV-4
Pour les articles homonymes, voir KV4 (homonymie).
Le KV-4, (КВ-4 en russe) également nommé Object 224 (indice GABTU) est un projet de char super-lourd de rupture de l'Union Soviétique suivant la continuité des chars KV (Kliment Vorochilov) de 1941. Le début de l'opération Barbarossa, l'invasion de l'URSS par l'Allemagne nazie en juin 1941 mit fin aux projets des KV-4 et KV-5.

## Prémices du projet
En avril 1941, Joseph Kotine annonce un concours pour la conception d'un nouveau char lourd, le KV-4, avec plusieurs prix à la clef pour les conceptions les plus pertinentes,. Il doit comporter deux canons, l'un de 107 mm, le second de 45 mm ainsi qu'un blindage frontal de caisse de 125 à 130 mm. Sur 27 projets présentés à Kotine, seul une vingtaine est connu et documenté, pour Nikolaï Chachmourine c'est le sien qui est sélectionné, mais c'est bien celui de Dukhov qui est sélectionné ayant eu le prix maximal de 5 000 roubles[pas clair]. 
Celui-ci combine un canon fixe de 107 mm ZiS-6 dans la caisse, ainsi qu'un canon de 76 mm L-11, monté sur une tourelle de KV-1. En juin de la même année, tous les travaux sur le KV-4 sont stoppés, en faveur du KV-5, plus prometteur lui aussi abandonné notamment à cause de l'opération Barbarossa, l'invasion de l'Union soviétique par l'Allemagne nazie le 22 juin 1941. Aucun modèle ni prototype en taille réelle n'est construit.

## Exigences
Les exigences suivantes sont fixées pour le développement du projet. Le blindage du char doit être composé de plaques et feuilles d'acier laminées soudées pour la caisse et la tourelle, avec un blindage frontal requis d'au moins 125 à 130 mm. En armement, il doit disposer d'un canon principal de 107 mm ZiS-6 avec un canon secondaire de 45 mm avec un armement secondaire composé de mitrailleuses DS et/ ou DT. Certains projets ont utilisé d'autres canons et mitrailleuses. Les mitrailleuses sont pour certains projets substituées par des lance-flammes.    
Une radio 10-R doit être installée avec des optiques installées au niveau du tourelleau du commandant. Le KV-4 doit être doté d'un moteur diesel d'avion M-40 de douze cylindres en V, avec 4 turbocompresseurs TK-88, d'une puissance de 1 200 ch, avec refroidissement à eau, générant également l'électricité nécessaire au char. Il doit être équipé d'une suspension à barres de torsion, avec des amortisseurs de chocs hydrauliques sur les galets.

## Liste et description des projets

### S. Fedorenko

#### Caisse
Pour la caisse, l'approche de conception de Fedorenko pour le KV-4 était révolutionnaire et ne ressemblait guère à celle de ses prédécesseurs. Tout d'abord, l'avant entier était constitué d'une grande plaque frontale supérieure unique, semblable à celle des variantes ultérieures de l'IS-2. Quant à la plaque inférieure, elle était également constituée d'une seule pièce, moulée pour former une courbe reliant la plaque supérieure au centre de la caisse, similaire au style utilisé sur les chars américains Sherman. L'arrière était également unique, avec l'orifice d'admission d'air étant plus étroit et composé de deux plaques soudées, par opposition à une seule feuille d'acier cintrée, comme sur les autres chars KV. Les côtés étaient plats et orthogonaux à la caisse, formant un volume interne important et efficace dans lequel installer les composants. La suspension est composée de 8 galets porteurs de chaque côté, fixés avec une paire d'amortisseurs hydrauliques pour chaque galet. Les deux pignons (galets motrices) étaient à l'arrière et les deux galets tendeurs situés à l'avant. 
Le blindage sur la plaque frontale inférieure était d'une épaisseur de 125 mm, tandis que la plaque supérieure était plus fine, à seulement 100 mm, mais étant inclinée à 45°, elle avait une épaisseur effective d'environ 141 mm. Les plaques latérales et arrière étaient épaisses de 125 mm, mais étaient principalement non-anglées. Le conducteur et l'opérateur radio étaient assis côte à côte dans la caisse, le conducteur étant au centre et l'opérateur radio à sa gauche. À sa droite, étaient situés les réservoirs de carburant. Des fentes de vision directe ont été découpées dans le blindage de la caisse. L'opérateur radio avait son équipement de communication sur les parois latérales, ainsi qu'une mitrailleuse DT montée à l'avant.
Il possédait un moteur diesel de 12 cylindres M-40, avec 4 turbocompresseurs, délivrant 1 200 ch. Une vitesse maximale hypothétique d'environ 35 km/h. Les réservoirs de carburant étaient placés sur les parois latérales droites, à côté du conducteur et d'une partie des munitions. Le compartiment moteur et de combat étaient séparés par un mur pare-feu. Il était monté assez haut dans la coque, ce qui nécessitait une protubérance sur le pont du moteur et des courroies pour la transmission finale.

#### Tourelle
En tant qu'ingénieur dans l'armement au SKB-2 à LKZ, Fedorenko a laissé libre cours à sa créativité en ce qui concerne la tourelle et les armements. La tourelle avait une forme de losange, permettant une disposition unique de l'armement et des positions de la tourelle. Elle était montée centrale sur la caisse, mais avait plus de porte-à-faux sur le côté droit de la caisse que sur le côté gauche. L'armement principal était au milieu de la tourelle (par rapport à la face de la tourelle) et avait une mitrailleuse DT coaxiale. Derrière le siège du tireur, sur la face arrière de la tourelle, une mitrailleuse DT montée sur rotule a été ajoutée. De plus, un lance-flammes a été placé dans un support sphérique à l'angle de la joue de la tourelle, le réservoir de carburant pour le lance-flammes est placé à côté de ce dernier, dans le coin de la tourelle. 
De l'autre côté, la tourelle s'inclinait vers l'arrière, créant un bord courbé. Ici, une tourelle secondaire sphérique était montée, armée d'un canon de 45 mm. Cette tourelle serait capable de se déplacer à 360° sur l'axe horizontal, tandis que le canon lui-même pourrait s'élever jusqu'à 75°, vraisemblablement en vue d'engager des cibles aériennes ou situées à une hauteur élevée, comme les étages de bâtiments. La tourelle secondaire n'avait pas de dépression du canon en raison du mécanisme de recul étant monté aussi bas que possible dans la tourelle. Cette tourelle peut être considérée comme similaire à une tourelle sphérique présents dans les bombardiers.

#### Équipage
Le char était destiné à un équipage de 6 personnes : un commandant de char, un tireur, deux chargeurs, un conducteur et un opérateur radio. La façon exacte dont l'équipage était agencé n'est pas précisée et est complexe. L'étude des schémas peut révéler certaines possibilités. Le tireur était assis à gauche du canon principal, mais était également chargé de manier le lance-flammes. Le premier chargeur chargeait le canon et probablement actionnait la mitrailleuse orientée vers l'arrière. Le commandant de char serait probablement assis dans la tourelle secondaire, où il aurait non seulement une meilleure vision mais aussi une rotation indépendante de la tourelle principale. Il actionnerait donc le canon de 45 mm lui-même, la tourelle étant trop petite pour permettre la présence d'un deuxième membre d'équipage. Aucun périscope n'est dessiné sur la tourelle secondaire, il est donc probable que des fentes de vision à hauteur des yeux aient été prévues. Le deuxième chargeur était probablement positionné à cheval entre la tourelle et la caisse et aurait pour tâche de passer les munitions pour les différentes armes, stockées dans la caisse. Le conducteur et l'opérateur radio étaient assis dans la caisse, le conducteur au centre et l'opérateur radio à sa gauche, disposant d'une mitrailleuse DT montée sur rotule.

#### Armement
Comme requis par l'État, l'armement principal était le canon ZiS-6 de 107 mm (anciennement nommé F-42), conçu par V.G. Grabin quelques mois auparavant. Il était monté centralement (par rapport à la caisse) dans la tourelle, et avait une mitrailleuse coaxiale DT de 7,62 mm. Environ 100 obus pour le canon de 107 mm étaient stockés dans un rack d'obus horizontal placé contre le mur gauche, avec 8 autres stockés entre les barres de torsion, traversant le plancher. Les obus avaient une vitesse initiale comprise entre 800 et 840 m/s. Les munitions pesaient 18,8 kg et étaient du type monobloc (unitaire).
L'armement secondaire, comme requis, était un canon de 45 mm modèle 1938 20-K placé dans une tourelle indépendante à la tourelle principale. Cette arme emblématique était utilisée sur la grande majorité des chars légers soviétiques, tels que les BT-7 et T-26, mais était obsolète pour combattre les chars en 1941. Même ainsi, il aurait toujours eu une valeur de combat considérable contre les véhicules légèrement blindés et autres cibles faibles, où le ZiS-6 aurait été « surdimensionné ». De plus, avec des obus explosifs, il aurait pu être très efficace contre l'infanterie, ainsi que le tir de suppression en combat urbain. Le canon était équipé d'un déclencheur électrique et d'un stabilisateur gyroscopique de plan vertical. Ses obus avaient une vitesse initiale d'environ 760 m/s pour une élévation du canon de 75°. Un total de 150 obus étaient transportables pour ce canon.
D'autres armes dispersées autour du char étaient une mitrailleuse coaxiale DT de 7,62 mm, une mitrailleuse DT à l'arrière de la tourelle, une mitrailleuse DT montée sur rotule à l'avant de la caisse et un lance-flammes de type non spécifié dans la joue de la tourelle, face à l'avant. Sa mise en œuvre était intéressante, car elle était vaguement requise par le GABTU et, par conséquent, de nombreux concepteurs l'ont complètement omis.

### G. Kroutchenïkh

#### Disposition
Le châssis était d'une conception usuelle. La suspension était composée de 8 galets porteurs de chaque côté monté sur amortisseurs hydrauliques. Le moteur était placé à l'avant sur les galets 2, 3 et 4 avec les réservoirs de carburant et le refroidissement à air avec les ventilateurs qui eux étaient placés à l'arrière. Entre les deux se trouvait le râtelier à munitions principal. Devant le moteur se trouvait le réducteur avec la boite de vitesses terminant sur la transmission aux galets moteurs situés tout à l'avant. Un deuxième râtelier à munitions, plus petit, était situé à l'arrière de la tourelle principale.

#### Équipage
Bien que les spécifications du GABTU impliquaient un équipage constitué d'environ 6 membres, Kroutchenïkh a pensé un design à 9 membres d'équipage, ce qui est l'une des raisons probables de la non-sélection du projet et de la non-figuration parmi mes lauréats. 
La position exacte des membres d'équipage n'est pas connue, cependant les analyses des plans ainsi que des déductions logiques permettent de suggérer l'équipage suivant : commandant, tireur principal, 2 chargeurs, tireur secondaire, un chargeur supplémentaire, opérateur radio, pilote, mitrailleur. 
Le pilote est assis à l'avant gauche de la caisse, il disposait de sa propre trappe, à sa droite se trouvait sans certitude l'opérateur radio, devant également opérer la tourelle et sa mitrailleuse qu'il occupe, seul sa tête pouvant passer, la mitrailleuse est opérée par un système de tir mécanique placé dans la caisse au niveau de ses mains. Ce dernier ne semble pas disposer d'une trappe, la raison est peut-être le périscope placé sur le tourelleau. 
Le tireur était assis plus loin de sa position normale à cause de la jonction de la tourelle avec la caisse, en effet deux parties de la tourelle ne communiquent pas avec la caisse à l'avant et à l'arrière, ayant pour conséquence une place plus réduite pour munitions et surtout pour l'équipage. La cause de l'allongement avant de la tourelle réside de la taille de la culasse du ZiS-6, le canon a été davantage déporté vers l'avant pour permettre l'installation de la tourelle secondaire, ainsi qu'un rechargement moins encombré. L'allongement arrière est conçu pour octroyer davantage de place au membres équipant les deux tourelles arrières et aux râteliers de munitions. Deux chargeurs étaient assignés au canon de 107 mm, l'un assis à gauche du canon, l'autre était dans la caisse pour déplacer les obus au compartiment supérieur. Le dernier chargeur était assigné au canon secondaire de 45 mm, il était placé à droite de ce dernier, à gauche se trouvait son tireur.  
Le commandant était assis, surélevé derrière le canon secondaire dans la troisième tourelle (tourelleau), sa position surélevée permettait grâce au tourelleau supposé entièrement rotatif, une importante vision sur l'extérieur. Son tourelleau est semblable à celui installé à l'avant de la caisse.  
Le dernier membre d'équipage, étant le mitrailleur, est supposé être positionné devant le chargeur du canon principal, opérant la mitrailleuse coaxiale au canon principal.  

#### Blindage
Avec une masse de 107,7 tonnes -le projet le plus lourd-, on pourrait penser que son blindage excèderait largement ses pairs. Cependant, même si la protection de la caisse semble meilleure, la partie à l'avant de la caisse reste très vulnérable et la protection de la tourelle reste basiquement plate. La plaque frontale est (probablement) une plaque d'acier laminée cintrée de 130 mm. La partie frontale supérieure est constituée d'une seule plaque d'acier laminée de 130 mm à 20° (380 mm). La forme de la partie supérieure de la caisse semble offrir une meilleure protection que la forme des caisses de KV-1. La forme du frontal de caisse rend le bas de caisse arrondi, cependant cet arrondi rend le centre du frontal de caisse très vulnérable, le blindage étant quasiment à plat.  
Les flancs sont blindés à 130 mm, l'arrière est également blindé de 100 à 130 mm avec un angle d'environ 70°. Les toits et planchers sont blindés à 50 mm. 
La tourelle est composée de plusieurs ensembles de plaques d'acier laminées mécanosoudées toutes de 130 mm. La tourelle principale est de composée d'une plaque frontale à plat, sur cette dernière se trouve le mantelet du canon principal. Ce mantelet est uniformément blindé à 130 mm, sa plaque frontale est arrondie. Ses côtés sont à plat. La tourelle a une forme d'hexagone allongé, avec un arrière arrondi. Son toit est blindé à 50 mm, à l'avant incliné à 5° (570 mm) et plat à l'arrière pour permettre l'installation de la tourelle secondaire. 
Sur la tourelle principale se trouve la tourelle secondaire. Il s'agit d'une tourelle indépendante, étant simplement un anneau entièrement blindé à 130 mm, avec un toit de 30 ou 50 mm à plat, afin de placer la troisième tourelle, le tourelleau du commandant. Celui-ci a les mêmes caractéristiques que la tourelle secondaire, hormis sa taille. Cette tourelle est la même que celle située à l'avant du char au niveau de l'opérateur radio. 
Bien que les dimensions ne soient pas radicalement différentes de la plupart des projets, les masses varient cependant beaucoup, cela peut largement venir d'une sous-estimation de la masse des autres projets volontaire ou non, ou bien d'une surévaluation/ valeur réaliste de Kroutchenïkh sur la masse de son char.  

#### Armement
Le KV-4 de Kroutchenïkh avait un armement commun à plusieurs autres KV-4. Les angles d'élévation et de dépression des canons de 107 et de 45 mm sont les mêmes et étaient respectivement de +20° et -5°, pour une rotation complète. Il y avait en plus 4 mitrailleuses DT de 7,62 mm. Une à la droite du canon principal, une autre à la droite du canon secondaire. Ces deux mitrailleuses ont les mêmes angles d'élévation et de dépression que les canons +20° et -5°, elles sont montées en coaxial, leur rotation dépend donc de la rotation de la tourelle car elles n'ont aucun azimut. Les deux autres mitrailleuses sont placées dans les tourelleaux du commandant et de l'opérateur radio. Le tourelleau du commandant pouvait tourner entièrement tandis que celui de l'opérateur radio ne pouvait (de manière utile) tourner de 300° à cause de la tourelle principale. Les angles d'élévation et de dépression pour ces deux mitrailleuses sont respectivement de +30° et de -12°. Ici aussi leur rotation dépend de la rotation du tourelleau car elles n'ont aucun azimut. Il disposait également d'un lance-flammes dont le modèle et l'emplacement ne sont pas spécifiés. 
La capacité d'emport de munitions était respectivement de 105 obus pour le canon de 107 mm, 300 obus pour le canon de 45 mm, 10 000 cartouches pour les mitrailleuses de 7,62 mm et 20 cartouches de combustible à lance-flammes. Le gros des obus de 107 mm était stocké dans le râtelier principal sous la tourelle principale, quelques obus étaient stockés sous un plancher aux pieds du commandant et du tireur secondaire. Les obus de 45 mm étaient stockés derrière le commandant dans le râtelier secondaire mais autre partie était stockée dans le râtelier principal, en haut de ce dernier, au niveau du mécanisme de rotation de la tourelle et du plancher de la caisse. 

### A. Ermolaiev
Le projet d'Ermolaiev proposait deux variantes qui différaient uniquement sur la variante I, de la présence d'une deuxième tourelle, sur la caisse. D'après une légende, Ermolaiev avait d'abord proposé la première version avec une deuxième tourelle, mais il s'est rappelé l'échec de la troisième tourelle sur le SMK qui aurait été supprimée par Joseph Staline en personne, car jugée trop lourde et inutile. 

#### Caisse
Le projet d'Ermolaiev proposait une caisse assez basique par rapport aux autres KV-4, avec une masse allant de 90 tonnes (variante II) à 95 tonnes (variante I).   
Il était blindé frontalement à 125 mm à en moyenne 60°(150 mm) pour sa partie inférieure ainsi qu'à 130 mm à 10° (750 mm) pour sa partie supérieure. Ses flancs sont blindés à 125 mm, planchers et toit à 50 mm.   
Le moteur, -identique aux autres projets- était placé à l'arrière, sur les galets 6, 7 et 8, avec la transmission et le réducteur, et les deux pignons d'entraînement étaient également situés à l'arrière. La suspension à barres de torsion était composée de 8 galets porteurs et de 4 galets de soutien, ainsi d'un galets d'entraînement et d'un galet tendeur de chaque côté de la suspension.  
Le pilote du char était situé à l'avant gauche de la caisse pour les deux versions, avec sa propre trappe d'accès, la vision était assurée par une fente. Pour la première version, il y avait plusieurs râteliers dans la caisse : un contenant uniquement les obus de 45 mm, situé à l'avant de la caisse sous la tourelle secondaire, et un autre situé sous la tourelle principale, pour les obus de 107 mm. La deuxième version comptait un unique râtelier central dans la caisse, situé de derrière le réservoir avant jusqu'au moteur, mais les plans et données ne permettent pas de savoir de quelles munitions il s'agit.
Les plans indiquent le volume de chaque réservoir à carburant au nombre de quatre. Trois d'entre eux étaient situés à l'arrière, dont un de 900 litres à gauche du moteur et deux de 230 litres à droite du moteur. Le quatrième réservoir, d'une capacité de 400 litres (variante II, 300 litres pour la variante I), était placé derrière le conducteur, pour un volume total allant de 1660 litres pour la variante I à 1760 litres pour la variante II.
Le placement de l'opérateur radio et de la radio sont inconnus, mais il est probable qu'ils étaient situés à côté du conducteur pour les deux variantes. La radio utilisée pour ce projet devait être la MRSTB (МРСТБ en russe). 

#### Tourelle
Il y avait très peu de munitions stockées dans la tourelle principale, avec seulement 4 obus dans la seconde version. Il est possible que la culasse du canon de 107 mm, qui était assez volumineuse, et la taille exiguë de la tourelle ne laissaient pas suffisamment de place pour stocker davantage de munitions en plus de l'équipage.
La structure de la tourelle était plutôt cubique, bien que la plaque avant de la tourelle de 125 mm soit inclinée à 60° pour offrir un blindage réel de 145 mm. Pour la variante I, la tourelle secondaire était blindée frontalement à 80 mm avec un mantelet arrondi. Le toit de la tourelle principale est blindé à 50 mm à plat comme les planchers. Pour la tourelle secondaire, le blindage était également de 50 mm mais un léger angle d'environ 8° était ajouté, soit 360 mm en réalité. La tourelle principale pouvait pivoter à 360° tandis que la tourelle secondaire pouvait pivoter à 270°. À l'arrière droit de la tourelle (vue de face) se trouvait le tourelleau du commandant offrant une vue à 360°. 

#### Armement
Le KV-4 d'Ermolaiev disposait comme les autres d'un canon principal de 107 mm, couplé d'un canon secondaire de 45 mm, à l'avant sur la deuxième tourelle pour la variante I ou en coaxial du canon principal pour la variante II. Les plans indiquent de 2 mitrailleuses de 7,62 mm DS ainsi qu'un lance-flammes. Une des mitrailleuses était montée sur rotule à l'arrière de la tourelle principale, pilotée par le tireur ou plus probable l'un des chargeurs. La position du lance-flamme est inconnue, il est présent sur les deux variantes. Pour la version I, la tourelle secondaire disposait d'une mitrailleuse en coaxial à son canon, il est très probable qu'une seule personne pilote la tourelle, tire et recharge. Le canon principal avait une élévation de +80°, une dépression de -5°, le canon secondaire avait une élévation de +25°, une dépression de -5° pour la variante I et de -7° pour la variante II. Les deux mitrailleuses étant montées sur rotule avaient un angle d'élévation, de dépression et de débattement uniforme de 15°. LA capacité d'emport était de 70 (variante I) à 100 obus (variante II) de 107 mm, 150 obus de 45 mm pour les deux variantes, 8000 cartouches de 7,62 mm pour les deux versions ainsi que 15 bombonnes de combustibles à lance-flammes. 

### M. Kreslavski

#### Caisse
D'une masse raisonnable de 92,6 tonnes par rapport à d'autres projets, celui de Kreslavski diffère surtout des autres projets sur le point mécanique. En effet, le moteur était monté sur les 3e et 4e galets, juste derrière le conducteur et l'opérateur radio, séparés par un pare-feu, autour de lui se trouvaient 2 réservoirs de carburant (à vérifier). La transmission dépassait à travers ce pare-feu vers le réducteur final, situé aux pieds du conducteur. Celui-ci faisait ensuite fonctionner les pignons d'entraînement avant. En termes de propulsion, le char était équipé, tel que demandé par le GABTU, d'un moteur M-40 de 1 200 chevaux, avec 4 turbocompresseurs TK-88. De plus à l'arrière de la caisse, se trouvait un autre compartiment, abritant un autre réservoir de carburant et le système de refroidissement du moteur qui traversaient le compartiment de combat, jusqu'au moteur.
Le moteur était refroidi par liquide, ce liquide étant refroidi à l'arrière par une paire d'échangeurs thermiques (chacun d'un côté) couplés à une paire de ventilateurs, l'admission d'air des ventilateurs dépasse à l'extérieur avec chacune une bouche coudée. Bien que cela puisse sembler complexe, toute cette configuration offrait plusieurs avantages. Tout d'abord, elle protégeait l'équipage, les munitions et les réservoirs de carburant des impacts frontaux, le moteur étant à l'avant, l'équipage dans la tourelle était protégé en cas d'impact frontal et pouvait encore se défendre. De plus, la tourelle était suffisamment décalée vers l'arrière pour que le canon ne dépasse quasiment pas de la caisse, facilitant le transport et réduisant les dommages potentiels au canon lors des manœuvres dans des zones telles que les villes ou les forêts.
À l'avant se trouvait une protubérance englobant l'opérateur radio et le conducteur permettant d'y placer une mitrailleuse et les fentes de vision sûrement closes par des carreaux de verre. Entre le conducteur et l'opérateur radio se trouvait également la radio, de modèle 10-R. Son blindage était assez important, 125 mm pour les flancs, la plaque frontale était épaisse à 130 mm formant un arrondi jusqu'à la plaque supérieure elle mesurant seulement 80 mm mais anglée à 12° offrant un blindage effectif de près de 380 mm. Les plaques recouvrant les compartiments arrière et du moteur sont épaisses de 50 mm. L'arrière est également blindé à 130 mm d'une structure également arrondie comme pour l'avant. Le plancher mesurait 40 mm sur toute sa longueur. 

#### Tourelle
La tourelle en forme d'hexagone avait un frontal et un mantelet arrondis blindé à 130 mm où se trouvent les deux canons principaux du char. L'arrière est une plaque d'acier de 130 mm inclinée à 60° allouant un blindage effectif de 260 mm. Les flancs de la tourelle sont inclinés à une estimation de 75 à 78° sans connaître avec précision leur épaisseur, ils seraient de 160 mm. Le tourelleau du commandant est vraisemblablement la seule communication de la tourelle avec l'extérieur, les plans ne comportant pas d'autre tourelleau. Sur ce dernier, on peut compter 6 périscopes et une mitrailleuse au centre dirigée vers l'avant, elle est directement intégrée au tourelleau et non placée sur un rail elle ne peut donc pas tourner autour du tourelleau. En plus de celle du tourelleau, il y en avait à l'arrière de la tourelle. Derrière la culasse se trouvait un des râteliers contenant des obus des 3 calibres, 107, 45 et 7,62 mm.

#### Équipage
Son équipage était composé de 6 membres, le conducteur était situé à l'avant du char, à côté de lui se trouvait l'opérateur radio, la radio était située entre les deux. Le reste de l'équipage était situé dans la tourelle, le commandant à la place du tourelleau, le tireur était à droite du canon (de vue de face), derrière lui se plaçait l'un des deux chargeurs, celui-ci s'occupant du canon de 107 mm, l'autre chargeur s'occupait du canon de 45 mm, ce dernier devait probablement aussi s'occuper de déplacer les obus de la caisse vers la tourelle.

#### Armement
Il était armé du canon de 107 mm ZiS-6 en armement principal, en canon secondaire un canon de 45 mm était équipé, jouxtant le canon principal et coaxial à ce dernier. Leur course variait d'une dépression de -7° à une élévation de +15°. On dénombrait également 3 mitrailleuses DT de 7,62 mm, l'une pilotable par l'opérateur radio ayant une dépression -6°, une élévation de +18° et un débattement latéral de 30°. L'autre utilisable par le commandant dans le tourelleau, est de même caractéristique que la précédente mais n'ayant aucun débattement latéral. La dernière sûrement pilotée par l'un des deux chargeurs avait une dépression de -5° et une élévation de +5° pour un débattement latéral de 30°.
Il devait pouvoir emporter 103 obus de 107 mm, 140 de 45 mm et 4 000 cartouches de 7,62 mm. Les obus étaient stockés à l'arrière de la tourelle, ainsi que sur les flancs et l'arrière intérieur du compartiment de la caisse.

### N. Tseïts

#### Disposition
Le châssis est assez similaire au KV-3, la grande différence est la tourelle circulaire, ainsi qu'un profil assez haut, principalement dû à la taille de la tourelle devant contenir le râtelier à munitions où les munitions étaient disposées debout autour des parois de la tourelle. Le râtelier est circulaire, mais aucun système de rechargement automatique n'est installé, la technologie n'existant pas encore. 
Le moteur était situé à l'arrière, derrière lui se trouvait le système de refroidissement à air. Il était composé de deux larges entrées d'air, avec radiateurs et ventilateurs. L'arbre de transmission partait du moteur jusqu'à la transmission finale, le système de freinage, et la boite de vitesses situés à l'avant entre le pilote et l'opérateur radio. Les deux premiers galets de la suspension étaient les galets d'entrainement. Celle-ci était composée de chaque côté en plus d'un galet d'entrainement, de 8 galets, 4 galets de support, 1 galet tendeur. 
Il disposait d'une radio R-10, de deux optiques placées sur la partie avant du toit de la tourelle (partie inclinée). 

#### Equipage
Le char devait être piloté par 7 membres d'équipage : un commandant, un tireur, deux chargeurs, un pilote, un second tireur, un opérateur radio.
Les positions exactes de l'équipage ne sont pas connues, cependant par logique il est possible d'émettre certaines possibilités. Le pilote était situé à l'avant à droite (vue de face), à sa droite se trouvait l'opérateur radio, ce dernier devait s'occuper de la radio située entre lui et le pilote ainsi que de piloter la mitrailleuse devant lui. Une élévation du toit permet un meilleur placement des 3 périscopes du pilote, de la mitrailleuse ainsi que de donner l'espace suffisant aux têtes de l'équipage. Le reste de l'équipage était répartit dans la tourelle. Le tireur se trouvait à droite du canon (vue de face), le commandant de l'autre côté, derrière eux, les deux chargeurs, situés de chaque côté de la culasse. Enfin le second tireur contrôlait la tourelle secondaire. 
Le pilote et l'opérateur radio avait chacun leur trappe. Il est supposé qu'une trappe était présente sur la tourelle placée à côté de la deuxième tourelle. 
Blindage
La tourelle était constituée d'une plaque d'acier cintrée de 125 mm d'épaisseur. La plaque frontale était de 130 mm à 65° (143 mm) sur laquelle se situait le mantelet composé également d'une plaque d'acier de 130 mm mais cintrée. Le toit était blindé à 50 mm, mais la partie avant était inclinée à 10° offrant un blindage de 290 mm, la partie arrière est plate afin de pouvoir placer la tourelle secondaire, celle-ci est blindée frontalement à environ 150 mm à 75° (160 mm), l'arrière et les flancs à 130 mm au même angle (138 mm).
Le frontal de la caisse était constitué de deux plaques d'acier, celle inférieure de 130 mm inclinée à 70° (140 mm), celle supérieure de 50 mm à 5° (570 mm). La plaque frontale de la protubérance de la caisse était épaisse de 130 mm à 60° (150 mm), son toit de 40 mm. Les flancs et l'arrière sont blindés à 125 mm, l'arrière à un angle de 75° (130 mm). La plancher, les capots moteurs sont blindés de 30 à 50 mm

#### Armement
Son armement se composait principalement du canon de 107 mm, il ne disposait d'aucun canon secondaire contrairement à la plupart des autres projets. Deux mitraillettes de 7,52 mm DS ainsi qu'un lance-flammes composaient son armement secondaire. 
La disposition et le modèle du lance-flammes sont inconnus. 
Le canon avait une élévation de +20°, une dépression de -5°, une rotation de la tourelle de 360°. La mitrailleuse de l'opérateur radio avait une dépression de -5°, une élévation de +15° et un débattement de {\displaystyle \pm }15°. La seconde mitrailleuse située dans la tourelle secondaire avait la même élévation et dépression que l'autre mais cette tourelle pouvait tourner à 360°. 
Le râtelier en cercle permettait un rangement optimal des obus et ainsi un espace mieux agencé dans le compartiment de combat, une capacité d'emport de 105 à 120 obus et 10000 cartouches de 7,62 mm. Le lance-flammes comptait 15 cartouches de combustible. 

### P. Tarapatine - K. Kouzmine - V. Tarotko

#### Disposition
Le projet de KV-4 proposé par Tarapatine, Kouzmine et Tarotko diffère des autres projets par l'absence d'une tourelle. En effet le char est une simple casemate à trois "niveaux", le châssis, le compartiment du canon principal et la tourelle comportant le canon secondaire.  Le moteur et la boite de vitesses étaient placés au milieu du char derrière le pilote et l'opérateur radio pour le moteur et entre les deux membres d'équipage pour la boite de vitesses sans aucune séparation ou pare-feu entre le moteur et ces derniers. Derrière le moteur se trouvait le compartiment de combat séparé par un pare-feu. Derrière les deux râteliers à munitions, séparé par un pare-feu partiellement incurvé, se trouvait le système de refroidissement à air, qui évacuait et aspirait l'air pour le moteur depuis le toit avec une ouverture protégée par une grille. La réduction finale et les galets d'entrainements était situé à l'avant. La suspension à barres de torsion était constituée de chaque côté de 7 galets porteurs, 4 galets de soutien, 1 galet d'entrainement et du galet tendeur. 

#### Equipage
L'équipage devait être composé de 6 hommes : un commandant, un tireur, 2 chargeurs, un opérateur radio et un conducteur. Le tireur et l'un des chargeurs se trouvaient dans le compartiment de combat de la casemate et manœuvraient le canon de 107 mm. Les obus du canon principal étaient rangés au sol ainsi que dans des racks à l'arrière du compartiment. Le commandant du char et le deuxième chargeur se trouvaient tous les deux dans la tourelle celle-ci pouvant entièrement tourner. Le commandant pouvait ainsi avoir une vue excellente à 360°, tout en étant capable d'utiliser le canon de 45 mm et la mitrailleuse indépendamment. Le deuxième chargeur devait se pencher depuis son siège pour atteindre les obus de 45 mm se trouvant dans un rack en-dessous d'eux, au-dessus du rack des obus de 107 mm. En bas dans la caisse, à l'avant, se trouvaient le conducteur (à gauche) et l'opérateur radio (à droite) ce dernier devant également manier la mitrailleuse devant lui. Ils avaient chacun une mitrailleuse DS-39 de 7,62 mm montées sur rotule.

#### Blindage
Le frontal du châssis était une plaque d'acier moulée arrondie épaisse de 125 mm, le mantelet du canon de 107 mm était également blindé à 125 mm. Les flancs sont des faits de plaques d'acier laminées de 125 mm. L'épaisseur des toits et planchers est de 40 mm. L'arrière a une épaisseur de blindage de 100 et 120 mm avec un angle de 60° (115-138 mm) pour les plaques supérieures et 80 mm à 30° (160 mm) pour la plaque inférieure. L'autre plaque est une grille pour une entrée d'air, similaire à celle présente sur le toit. La tourelle montée sur la casemate est une tourelle de T-50, le T-50 disposant également d'un canon de 45 mm 20-K, à la seule différence qu'elle a été surblindé, le mantelet a été relevé à un blindage de 125 mm en plus des 40 mm de la tourelle originale, les flancs et l'arrière sont blindés à 125 mm avec un même angle de 70° (133 mm). Son blindage de toit est de 40 mm pour la partie arrière étant plate et de 40 mm à 10° (230 mm) pour sa partie avant.

#### Armement
Le canon était monté sur un pivot fixé à la casemate. Il avait un angle de 60° en azimut, une dépression de -5°, cependant, l'élévation est inconnue car le document est endommagé à l'endroit où cette valeur est écrite. L'équipage devait se déplacer avec le canon, à moins que le tireur ne soit assis sur une partie solidaire au canon, comme dans une tourelle classique.
En ce qui concerne l'armement secondaire, le char avait un canon de 45 mm 20-K Modèle 1938 monté dans une tourelle plus petite. Ce canon avait une dépression de -5° et une élévation de +20°. Ce canon tirait des obus de 1,43 kg avec une vélocité de 760 m/s. 
Le char ne disposait que de 2 mitrailleuses DS-39 de 7,62 mm toutes deux montées sur rotule à l'avant du char, ainsi qu'une troisième en coaxial au canon de 45 mm. Ce manque de mitrailleuses correctement disposées, créé de grandes zones d'angles morts où aucun armement peut être utilisé, dans un véhicule avec une casemate est un gros inconvénient en plus couplé à une supposée mauvaise manœuvrabilité, d'autant plus que de nombreux autres modèles de KV-4 avaient plusieurs tourelles capables de tourner indépendamment les unes des autres. Ces problèmes font que le char est très vulnérable aux attaques par l'arrière ou par les côtés. 

#### Disqualification du projet
Les trois ingénieurs cherchaient à créer un véhicule au design exotique, avec plusieurs caractéristiques uniques, telles que le canon principal monté dans une casemate ou la disposition du refroidissement du moteur. Pour cela, Kotine et les juges ont initialement attribué la deuxième place au projet, offrant aux trois hommes 3000 roubles à partager. Cependant, leur joie a été de courte durée, puisque leur conception a été ultérieurement disqualifiée en raison de préoccupations selon lesquelles elle ne répondait pas aux exigences du GABTU, qui spécifiaient à l'origine que le canon principal devait être monté dans une tourelle entièrement rotative. Ce détail a (probablement) été omis dans la deuxième demande. Le résultat de leur disqualification signifiait que la conception de N.V. Tseïts serait élevée à la deuxième place, ce qui a eu un impact direct sur le développement du KV-5, qui a utilisé de nombreux aspects de la proposition de KV-4 de Tseïts. Curieusement, la conception de Shashmourine, où le canon principal est placé également dans une casemate, n'a pas été disqualifiée. De plus, il a utilisé un canon "incorrect", en plaçant une tourelle et un canon KV-1 sur le toit de la casemate.

#### Confusion
En raison de l'absence d'une tourelle, le char est parfois confondu avec un canon automoteur, notamment dans le jeu vidéo World of Tanks de Wargaming. Or ce n'est simplement pas le cas, de même que N.F. Shashmourine avait également choisi de monter le canon principal de son char sur un pivot, et après avoir été contraint (sinon il aurait été disqualifié), il avait ajouté une tourelle de KV-1 par-dessus. Il y avait des plans reçus le 18 avril 1941 pour la conception d'un canon automoteur basé sur le KV-4, mais avec seulement 60 mm de blindage de casemate et un canon de 107 mm amélioré. La conception du trio K.T.T. est simplement un char lourd avec le canon principal monté dans la casemate, bien qu'avec un important arc de tir.

## Lauréats et prix
Il y eut 11 lauréats sélectionnés, pour 11 prix allant de 500 à 5 000 roubles pour une somme de 25 000 roubles. 
- N. Doukhov - 5 000 roubles
- P. Tarapatine - K. Kouzmine - V. Tarotko - 3 000 roubles
- A. Ermolaiev, L. Sytchev et N. Tseïts - 2 000 roubles (chacun)
- N. Shashmourine - 1 500 roubles
- K. Bouganov et G. Moskvin - 1 000 roubles (chacun)
- V. Bïkov, L. Pereverzev et Kalivod (auteur de l'un des projets inconnus ou non-documentés) - 500 roubles (chacun)

Les autres projets n'ont reçu aucune récompense.

## Issue et fin des projets KV-4 et KV-5
Après la fin du concours, la poursuite du projet du KV-4 est lente et l'attention s'est davantage portée sur la conception du KV-5. La situation est devenue si difficile que le 12 juin 1941, le maréchal de l'Union soviétique G.I. Kulik a demandé à LKZ d'accélérer les travaux. Seulement 10 jours plus tard, l'invasion allemande de l'Union soviétique commença. Les travaux ont continué à LKZ, mais ces chars lourds n'étaient plus la priorité. Néanmoins, les dessins du KV-5 étaient complets lorsque les Allemands ont atteint Leningrad en août date à laquelle les bureaux d'études du SKB-2 ont dû être évacués vers l'usine Kirov de Tcheliabinsk (ChKZ, renommée ChTZ par la suite),. Néanmoins, les travaux sur ces chars lourds ne reprendront pas.

## Culture populaire
Plusieurs variantes du KV-4 sont disponibles sur le jeu World of Tanks, tous de rang 8 : 
Le KV-4 Kreslavski présenté comme un char lourd premium ;  
Le KV-4 KTTS (devant représenter le char de Tarapatine, Kouzmine et de Tarokto) disponible pour l'instant en nombre limité avec de l'argent réel. Cependant, il est représenté comme un chasseur de chars, où le "S" signifie "самоходка" (samokhodka), canon automoteur ;   
Le KV-4 Dukhov, mais sa tourelle pouvant être remplacée après déblocage par une s'apparentant à celle du projet de Moskvin, celui-ci étant de la branche de base des chars soviétiques,  

## Biographie
- (ru) Супертанки Сталина ИС-7 н др. Сверхтяжелые танки СССР,  Максим Коломиец,‎ 2015 (ISBN 978-5-699-78289-5).